# 珠三角职业足球超级联赛
珠三角职业足球超级联赛（官方英文名稱：Pearl Super League，简称为PSL）是中国第一个五人制足球职业联赛及地区性的职业体育联赛。珠超联赛由广东省足协组织的，广东省职业五人制足球联赛组委会暨广州珠超联赛体育经营管理有限公司从2009年十月举办的地区性五人制足球职业联赛，首届珠超有八支俱乐部球队参加，后来增加至十支。经过一个赛季的角逐，东莞松山湖夺得首届 (2009-2010年度)珠超联赛冠军宝座。

## 賽制
珠超联赛分常规赛和季后赛,常规赛采用了主客场三循环制，季后赛采用主客场淘汰赛。
- 常规赛

球队先进行主客场双循环比赛，然后再进行一轮单循环比赛。通过抽签决定第三轮主客场比赛，常规赛排名前四名的球队进入季后赛。
- 计分办法

胜一场得3分，平一场得1分，负一场得0分,积分相加计算出每队的最终得分。
- 季后赛

实行主客场淘汰赛。由第一名对阵第四名，第二名对阵第三名。胜者进入总决赛。总决赛实行一场定胜负，决赛地点通过招标决定。

## 参赛球队

### 2009-2010赛季参赛球队
| 东莞松山湖 | 广州果王古广明 | 番禺明珠   | 江门千色花 | 茂名烟酒在线 |
| ---------- | -------------- | ---------- | ---------- | ------------ |
| 成绩：冠军 | 成绩：亚军     | 成绩：季军 | 成绩：殿军 | 成绩：第5名  |

| 韶关星辰    | 佛山志拓    | 肇庆天翔    | 深圳喜士伍人行 | 番禺茂德公   |
| ----------- | ----------- | ----------- | -------------- | ------------ |
| 成绩：第6名 | 成绩：第7名 | 成绩：第8名 | 成绩：第9名    | 成绩：第10名 |

### 珠超联赛创始球队
- 番禺茂德公
- 广州果王古广明
- 深圳喜士伍人行
- 韶关星辰
- 佛山志拓
- 东莞松山湖
- 江门千色花
- 番禺明珠